# Matteo Barbieri
Matteo Barbieri (Verona, 1743 – Napoli, 1789) è stato un presbitero e matematico italiano.

## Biografia
Insegnò alla Real Piaggeria di Napoli e fu membro della Reale Accademia delle Scienze e Belle Lettere.
Fu giansenista e avversario dei gesuiti. È noto soprattutto per le sue Notizie istoriche dei matematici e filosofi del Regno di Napoli, pubblicata a Napoli nel 1778.